# La Motte (Côtes-d'Armor)
Pour les articles homonymes, voir La Motte.
La Motte [la mɔt] est une commune française située dans le département des Côtes-d'Armor en région Bretagne.

## Géographie

### Localisation
La commune de La Motte est située dans le sud du département des Côtes-d'Armor. La commune se trouve à vol d'oiseau à 31 km au sud de Saint-Brieuc et à 79 km à l'est de Rennes.
| Gausson    | Plouguenast-Langast |                      |
| Grâce-Uzel | La Motte            | Le Mené              |
| Trévé      | Loudéac             | Plémet La Prénessaye |

### Paysage et relief
La commune de La Motte a une superficie de 4 303 ha dont 1 625 ha de bois, soit un taux de boisement de 37,8 %. La moitié orientale de son territoire est occupée par la forêt de Loudéac. Bien que la commune soit située à proximité de l'ancienne frontière linguistique avec la Basse-Bretagne, on y recense moins de 10 % de toponymes d'origine bretonne.
| - Carte topographique de la commune de La Motte. |

### Hydrographie
Pour un article plus général, voir Réseau hydrographique des Côtes-d'Armor.
La commune est située dans le bassin Loire-Bretagne. Elle est drainée par le Lié, le Larhon, le Léry, le Querrien, les Ardillets et un autre petit cours d'eau,.
Le Lié, d'une longueur de 61 km, prend sa source dans la commune de Plœuc-L'Hermitage et se jette  dans l'Oust à Forges de Lanouée, après avoir traversé 15 communes.  Les caractéristiques hydrologiques du Lié sont données par la station hydrologique située sur la commune de La Prénessaye. Le débit moyen mensuel est de 3,48 m3/s. Le débit moyen journalier maximum est de 52,3 m3/s, atteint lors de la crue du 5 janvier 2001. Le débit instantané maximal est quant à lui de 76,4 m3/s, atteint le 12 février 1988.
Le Larhon, d'une longueur de 19 km, prend sa source dans la commune  et se jette  dans le canal de Nantes à Brest à Rohan, après avoir traversé cinq communes. 
Le Léry, d'une longueur de 14 km, prend sa source dans la commune du Mené et se jette  dans le Lié sur la commune. 
Un plan d'eau complète le réseau hydrographique : l'étang des Quatorze Sous (0,26 ha),.

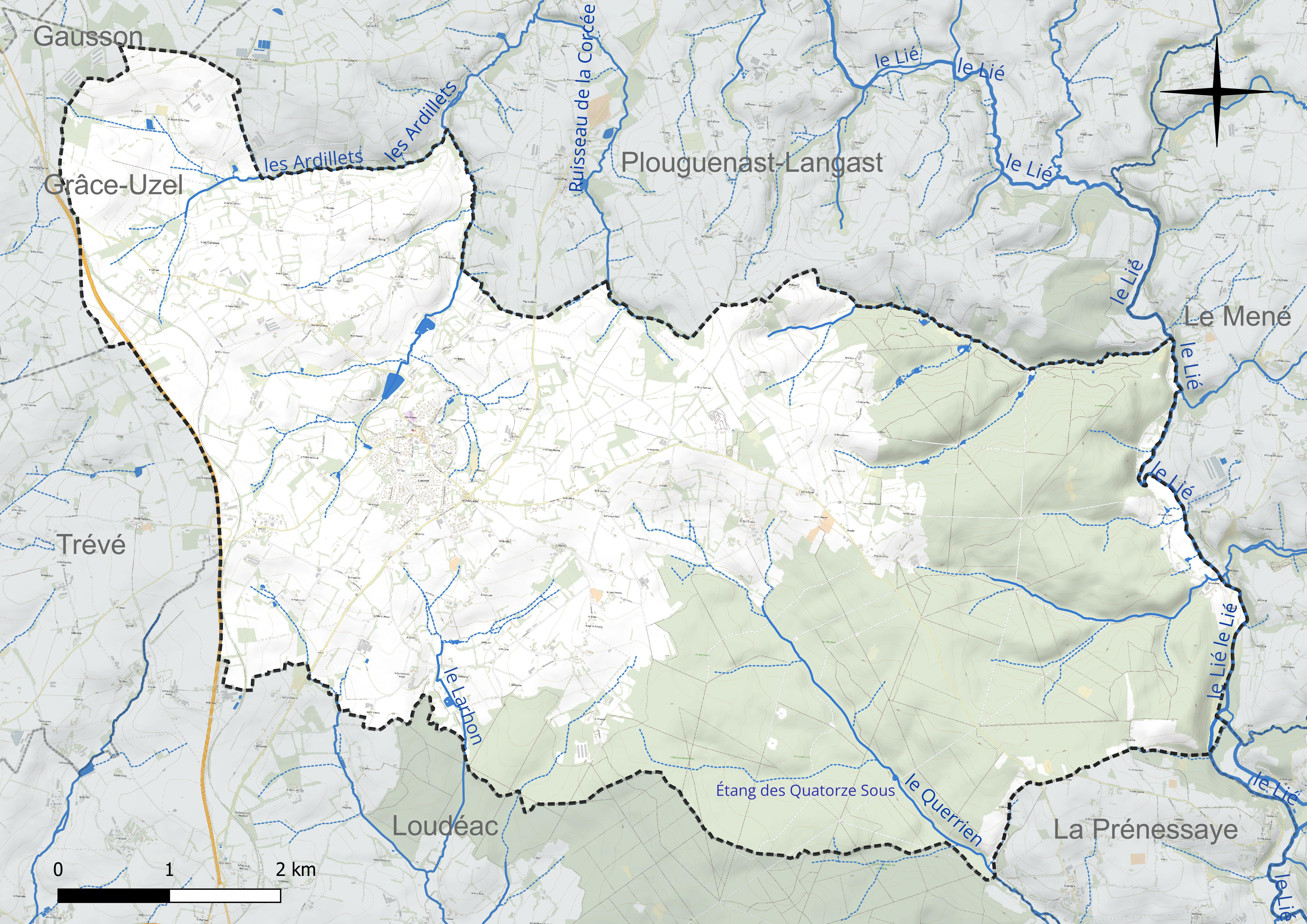
Réseau hydrographique de la Motte.

### Climat
Pour des articles plus généraux, voir Climat de la Bretagne et Climat des Côtes-d'Armor.
En 2010, le climat de la commune est de type climat océanique franc, selon une étude du CNRS s'appuyant sur une série de données couvrant la période 1971-2000. En 2020, Météo-France publie une typologie des climats de la France métropolitaine dans laquelle la commune est exposée à un climat océanique et est dans la région climatique  Finistère nord, caractérisée par une pluviométrie élevée, des températures douces en hiver (6 °C), fraîches en été et des vents forts. Parallèlement l'observatoire de l'environnement en Bretagne publie en 2020 un zonage climatique de la région Bretagne, s'appuyant sur des données de Météo-France de 2009. La commune est, selon ce zonage, dans la zone « Intérieur », exposée à un climat médian, à dominante océanique.  
Pour la période 1971-2000, la température annuelle moyenne est de 10,6 °C, avec une amplitude thermique annuelle de 11,8 °C. Le cumul annuel moyen de précipitations est de 908 mm, avec 14,1 jours de précipitations en janvier et 7,3 jours en juillet. Pour la période 1991-2020, la température moyenne annuelle observée sur la station météorologique la plus proche, située sur la commune de Loudéac à 7 km à vol d'oiseau, est de 11,5 °C et le cumul annuel moyen de précipitations est de 922,6 mm,. Pour l'avenir, les paramètres climatiques de la commune estimés pour 2050 selon différents scénarios d'émission de gaz à effet de serre sont consultables sur un site dédié publié par Météo-France en novembre 2022.

## Urbanisme

### Typologie
Au 1er janvier 2024, La Motte est catégorisée bourg rural, selon la nouvelle grille communale de densité à 7 niveaux définie par l'Insee en 2022.
Elle est située hors unité urbaine. Par ailleurs la commune fait partie de l'aire d'attraction de Loudéac, dont elle est une commune de la couronne,. Cette aire, qui regroupe 22 communes, est catégorisée dans les aires de moins de 50 000 habitants,.

### Occupation des sols

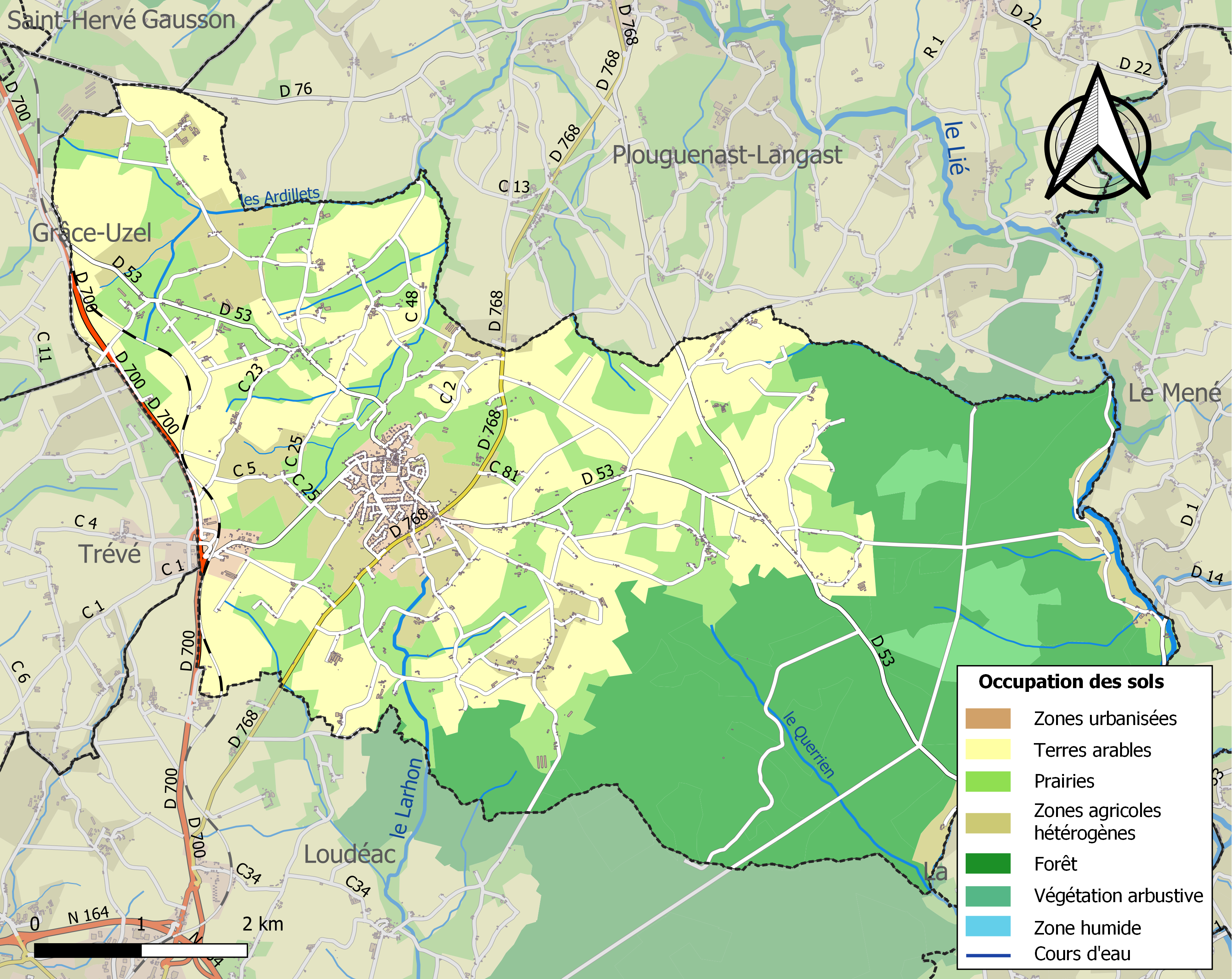
Carte des infrastructures et de l'occupation des sols de la commune en 2018 (CLC).

Le tableau ci-dessous présente l'occupation des sols de la commune en 2018, telle qu'elle ressort de la base de données européenne d’occupation biophysique des sols Corine Land Cover (CLC).
| Type d’occupation                                                                   | Pourcentage | Superficie (en hectares) |
| ----------------------------------------------------------------------------------- | ----------- | ------------------------ |
| Tissu urbain discontinu                                                             | 2,5 %       | 108                      |
| Terres arables hors périmètres d'irrigation                                         | 29,0 %      | 1259                     |
| Prairies et autres surfaces toujours en herbe                                       | 21,4 %      | 932                      |
| Systèmes culturaux et parcellaires complexes                                        | 7,9 %       | 344                      |
| Surfaces essentiellement agricoles interrompues par des espaces naturels importants | 0,9 %       | 39                       |
| Forêts de feuillus                                                                  | 14,8 %      | 644                      |
| Forêts de conifères                                                                 | 10,0 %      | 435                      |
| Forêts mélangées                                                                    | 10,6 %      | 460                      |
| Forêt et végétation arbustive en mutation                                           | 2,9 %       | 127                      |
| Source : Corine Land Cover                                                          |             |                          |

L'occupation des sols montre l'importance de la forêt. Celle-ci couvre 1 560 ha ce qui représente 35,4 % de la surface communale. La commune englobe en effet une importante portion de la forêt de Loudéac. Cette forêt est constituée de feuillus et de conifères.

## Toponymie
Le nom de la localité est attesté sous les formes La Mote en 1307, La Motte en 1640, La Motte Gargajan en 1687 et en 1689, La Motte en 1695.
La Motte vient, semble-t-il, d'une motte féodale appelée Motte Gargajan située jadis à La Douve-aux-Louais (ou Douve-à-l'Oie). Le nom de Gargajan est celui d'un village, situé non loin du bourg.

## Histoire

### Origine
La Motte semble être un démembrement de la paroisse primitive de Cadelac, qui englobait les territoires des communes de Loudéac, Grâce-Uzel, Saint-Barnabé, Saint-Thélo, Saint-Hervé, Saint-Maudan, Trévé et Uzel. Le village de Cadelac est aujourd'hui situé en Loudéac.

### Période révolutionnaire
À la fin de la Révolution et aux débuts du Consulat, La Motte eut le malheur d'être une commune plutôt bleue dans un pays très blanc.
En 1801, le second de Cadoudal, Mercier la Vendée, chargé du département des Côtes-du-Nord est dénoncé par un habitant de la Motte. Il est tué par les soldats républicains à la "Fontaine aux anges".
Accusée de trahison, la commune entière devient la victime de Dujardin, le chef chouan local qui terrorise ses habitants pendant un an (jusqu'en 1802).

### LeXXesiècle

#### La 1ère Guerre Mondiale
Les soldats de La Motte ont payé un tribut particulièrement lourd à la 1ère Guerre Mondiale. 7,3% de la population de 1911 sont donc tombés au Champ d'Honneur (moyenne départementale : 4,7%)

#### Le monument aux Morts
Le monument aux Morts porte les noms de 185 soldats morts pour la Patrie :
- 173 sont morts durant la Première Guerre mondiale.
- 12 sont morts durant la Seconde Guerre mondiale.

## Politique et administration
| Période                                  | Période         | Identité                                     | Étiquette | Qualité                                                                   |
| ---------------------------------------- | --------------- | -------------------------------------------- | --------- | ------------------------------------------------------------------------- |
|                                          | 1795            | Mathurin Du Mont                             |           | Premier maire de La Motte, assassiné par les Chouans au Chauchix          |
| 1795                                     | 1816            | Pierre-Dominique Viet-Villeneuve (1761-1847) |           |                                                                           |
| Les données manquantes sont à compléter. |                 |                                              |           |                                                                           |
| ca. 1840                                 |                 | M. Rochard                                   |           |                                                                           |
| Les données manquantes sont à compléter. |                 |                                              |           |                                                                           |
| ca. 1890                                 | 1898            | M. Radenac                                   |           |                                                                           |
| 1898                                     | ca. 1910        | Louis Viet-Villeneuve (1854-1940)            |           |                                                                           |
| ca. 1912                                 |                 | Ange Le Maître                               |           |                                                                           |
| ca. 1920                                 | 1924            | Léonce Martin                                |           |                                                                           |
| novembre 1924                            |                 | F. Chauvel                                   |           | Commerçant au village de l'Enfer                                          |
| ca. 1930                                 |                 | Pierre Mercier                               |           |                                                                           |
| Les données manquantes sont à compléter. |                 |                                              |           |                                                                           |
| 20 novembre 1944                         | 23 juillet 1959 | Joseph Dupré (1888-1959)                     |           | Retraité du gaz, ancien combattant 14-18 Décédé en fonction               |
| août 1959                                | septembre 1975  | Ernest Mercier                               |           | Décédé en fonction                                                        |
| octobre 1975                             | mars 1983       | Roger Jouan                                  |           |                                                                           |
| mars 1983                                | 24 mars 2001    | Joseph Hudo                                  | PS        | Commercial retraité Vice-président de la CIDERAL (1989 → 2001)            |
| 24 mars 2001                             | 21 juin 2016    | Jean-Pierre Guilleret                        | PCF       | Agriculteur Vice-président de la CIDERAL (2008 → 2016) Décédé en fonction |
| 29 juin 2016                             | 25 mai 2020     | Sylvie Malestroit                            | SE        | Ancien agent des impôts, assistante maternelle                            |
| 25 mai 2020                              | En cours        | Henri Flageul                                |           | Retraité du commerce                                                      |

## Démographie
L'évolution du nombre d'habitants est connue à travers les recensements de la population effectués dans la commune depuis 1793. Pour les communes de moins de 10 000 habitants, une enquête de recensement portant sur toute la population est réalisée tous les cinq ans, les populations de référence des années intermédiaires étant quant à elles estimées par interpolation ou extrapolation. Pour la commune, le premier recensement exhaustif entrant dans le cadre du nouveau dispositif a été réalisé en 2008.

En 2022, la commune comptait 2 159 habitants, en évolution de +1,36 % par rapport à 2016 (Côtes-d'Armor : +1,78 %, France hors Mayotte : +2,11 %).
| 1793  | 1800  | 1806  | 1821  | 1831  | 1836  | 1841  | 1846  | 1851  |
| ----- | ----- | ----- | ----- | ----- | ----- | ----- | ----- | ----- |
| 3 155 | 2 722 | 2 278 | 3 069 | 3 198 | 3 235 | 3 206 | 3 224 | 3 097 |

| 1856  | 1861  | 1866  | 1872  | 1876  | 1881  | 1886  | 1891  | 1896  |
| ----- | ----- | ----- | ----- | ----- | ----- | ----- | ----- | ----- |
| 2 865 | 3 160 | 3 362 | 3 307 | 3 150 | 3 349 | 3 195 | 2 861 | 2 711 |

| 1901  | 1906  | 1911  | 1921  | 1926  | 1931  | 1936  | 1946  | 1954  |
| ----- | ----- | ----- | ----- | ----- | ----- | ----- | ----- | ----- |
| 2 701 | 2 648 | 2 360 | 2 055 | 1 989 | 1 939 | 1 837 | 1 717 | 1 533 |

| 1962  | 1968  | 1975  | 1982  | 1990  | 1999  | 2006  | 2008  | 2013  |
| ----- | ----- | ----- | ----- | ----- | ----- | ----- | ----- | ----- |
| 1 505 | 1 473 | 1 536 | 1 834 | 1 838 | 1 773 | 1 965 | 2 018 | 2 106 |

| 2018  | 2022  | - | - | - | - | - | - | - |
| ----- | ----- | - | - | - | - | - | - | - |
| 2 131 | 2 159 | - | - | - | - | - | - | - |

## Lieux et monuments
- La Douve aux Louais : à 200 m du Bourg, motte et enceinte de la Douve aux Louais. Elle a souvent été considérée comme une ancienne motte féodale. Mais lors de fouilles archéologiques réalisées en 1876, différents objets (un foyer, des ossements brûlés, des morceaux de fer, des débris de poterie) ont été découverts ; il a alors été conclu qu'il s'agissait d'un vaste cimetière d'incinération datant de l'apparition du fer dans notre région, plusieurs siècles  avant la conquête romaine. La Douve aux Louais a aussi été appelée, selon les époques : La Douve-Louais, La Douve aux Lois, La Douve à l'Oie.
- Église Saint-Vincent-Ferrier : l’édifice actuel remplace une première construction de 1640. La tour est datée de 1724, le reste de la construction a été réalisé de 1728 à 1751. La chapelle des fonts baptismaux, de forme octogonale date de 1767. L’autel, en marbre de Carrare (Italie), a été sculpté à Marseille. Il est ensuite expédié par bateau en 1772, mais ne sera installé dans l’église que pendant la Révolution[Note 5]. À noter, dans le chœur, trois vitraux remarquables.

Fait remarquable au-dessus des autels situés de chaque côté du chœur dans le triangle de la Trinité se trouve le nom de Dieu francisé. À droite "JEHOVAH" et à gauche "GEOVA". Un confessionnal est daté de 1717. 
- La croix de la Douve aux Louais : elle est sculptée d’un Christ aux traits naïfs, représentatif de l’art breton traditionnel.
- Fontaine de dévotion.
- Ancien lavoir, à proximité de la croix de la Douve aux Louais (utilisé jusqu’au début du XXe siècle).

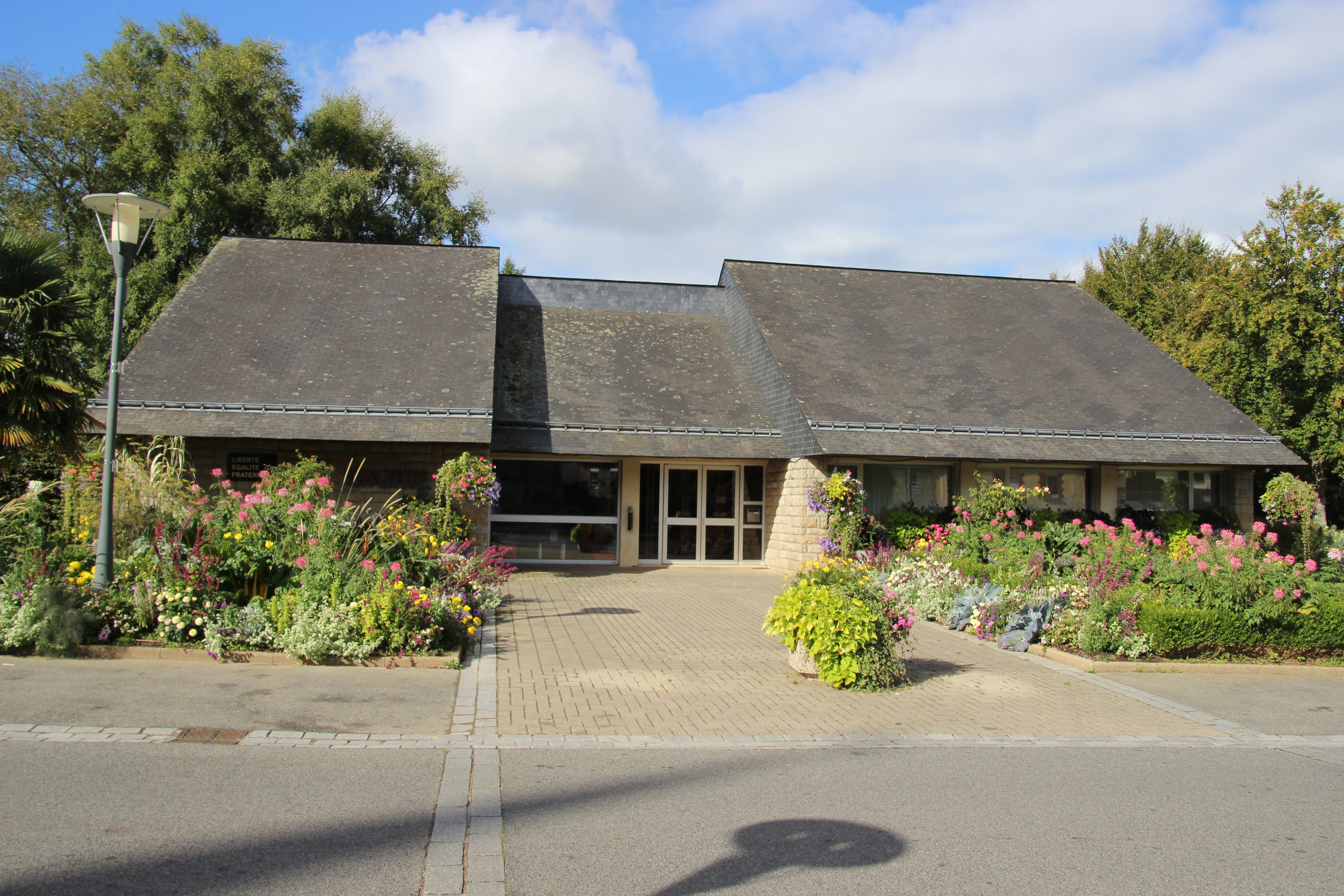
Mairie
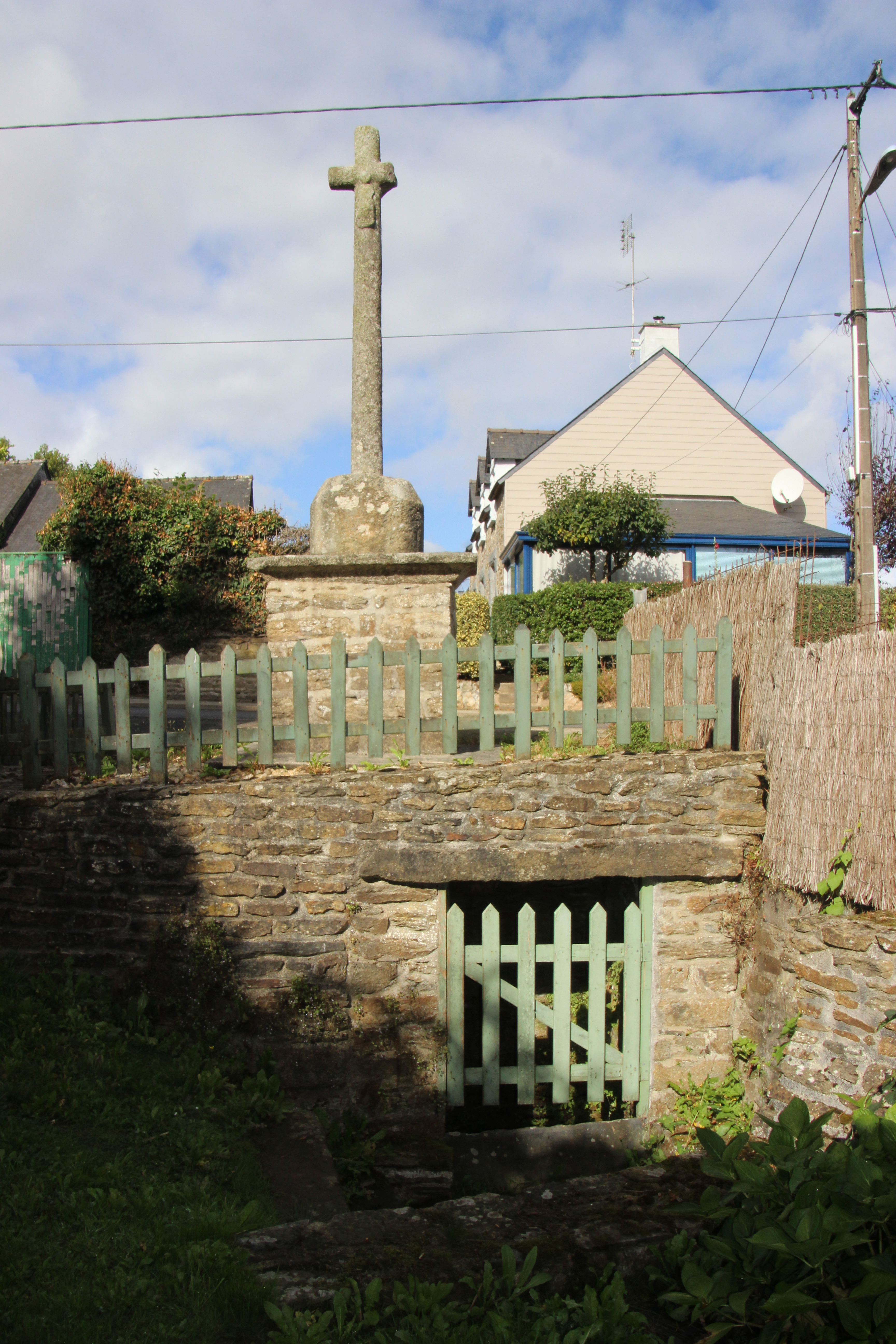
Croix de la Douve aux Louais
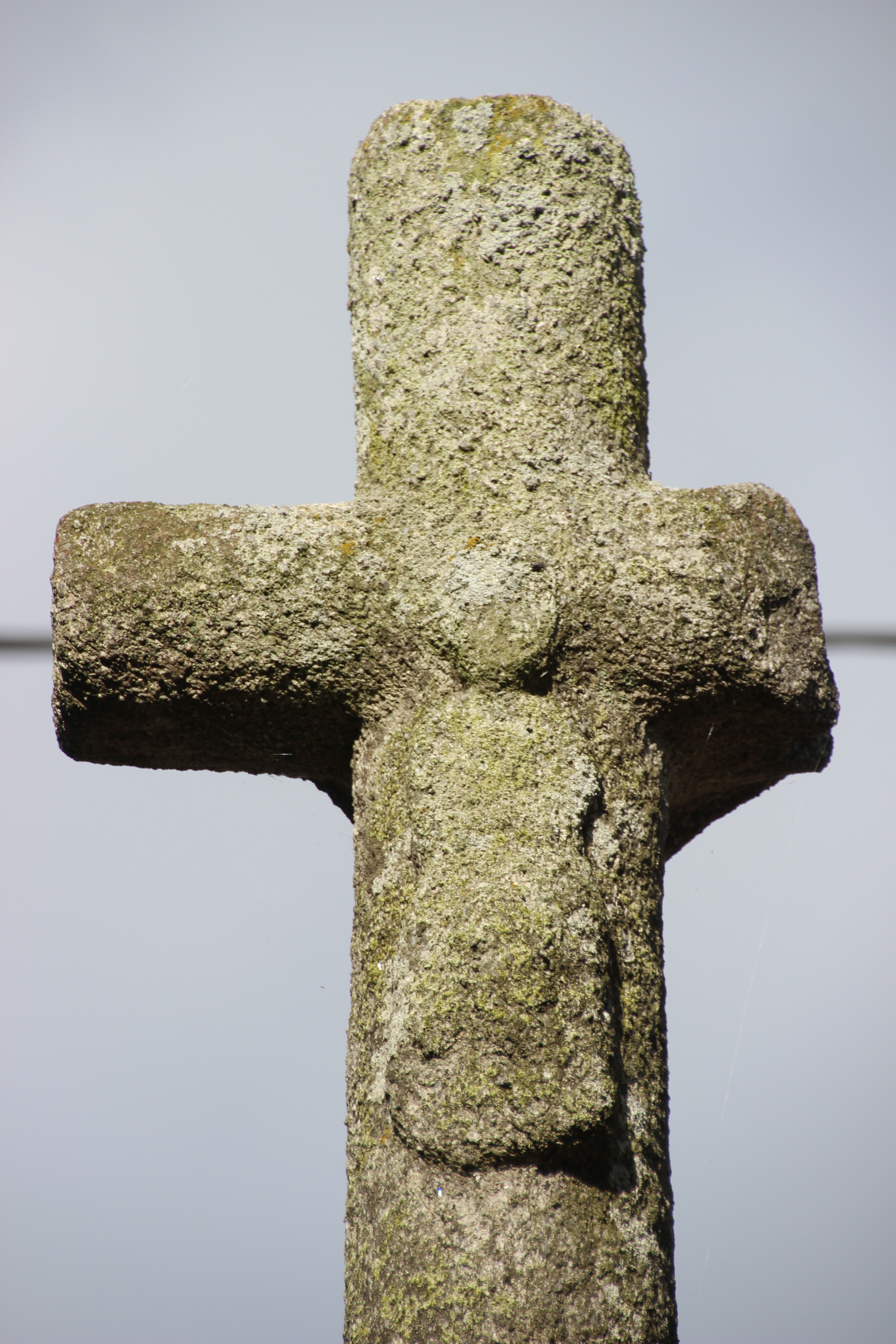
Détail de la croix de la Douve aux Louais
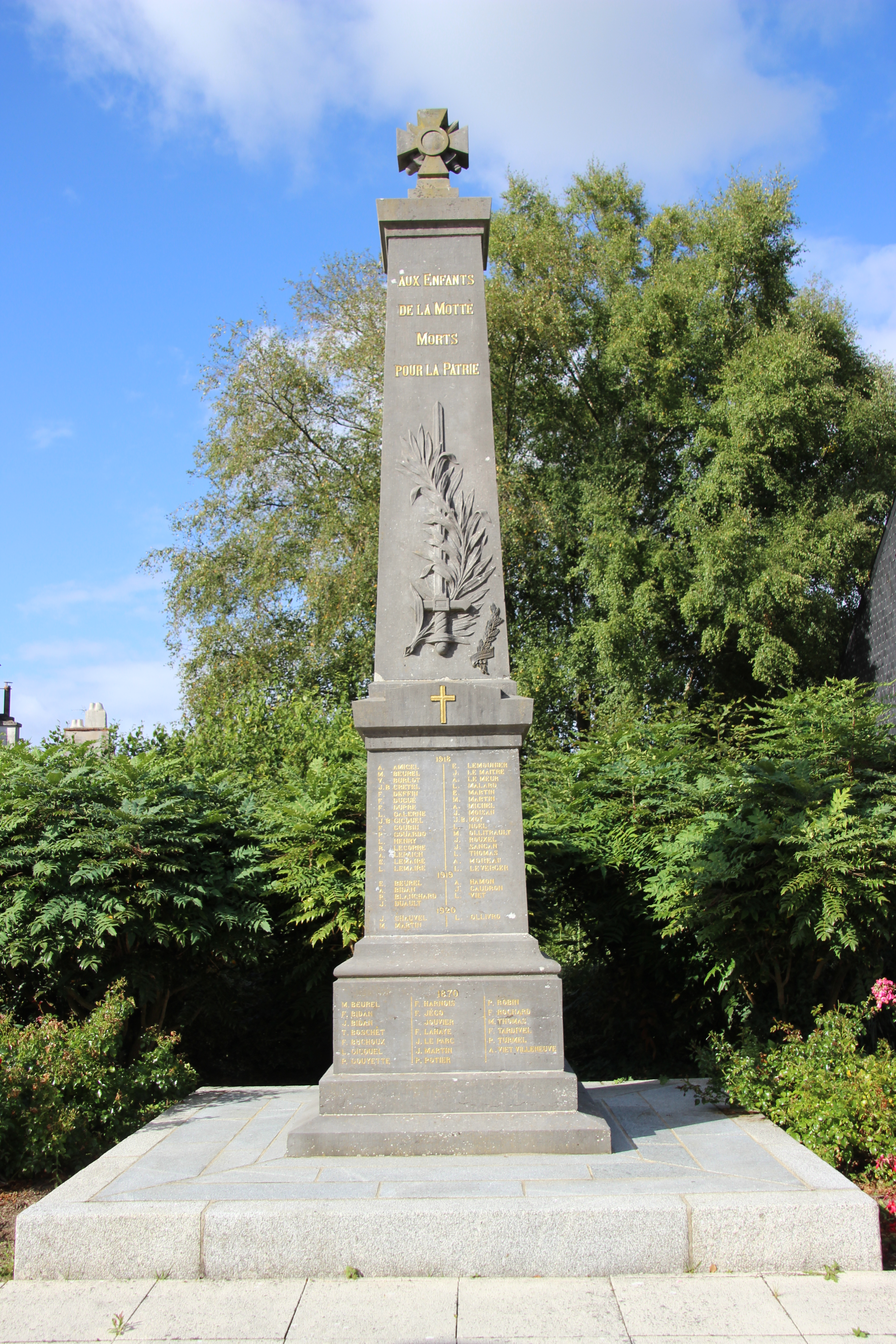
Monument aux morts
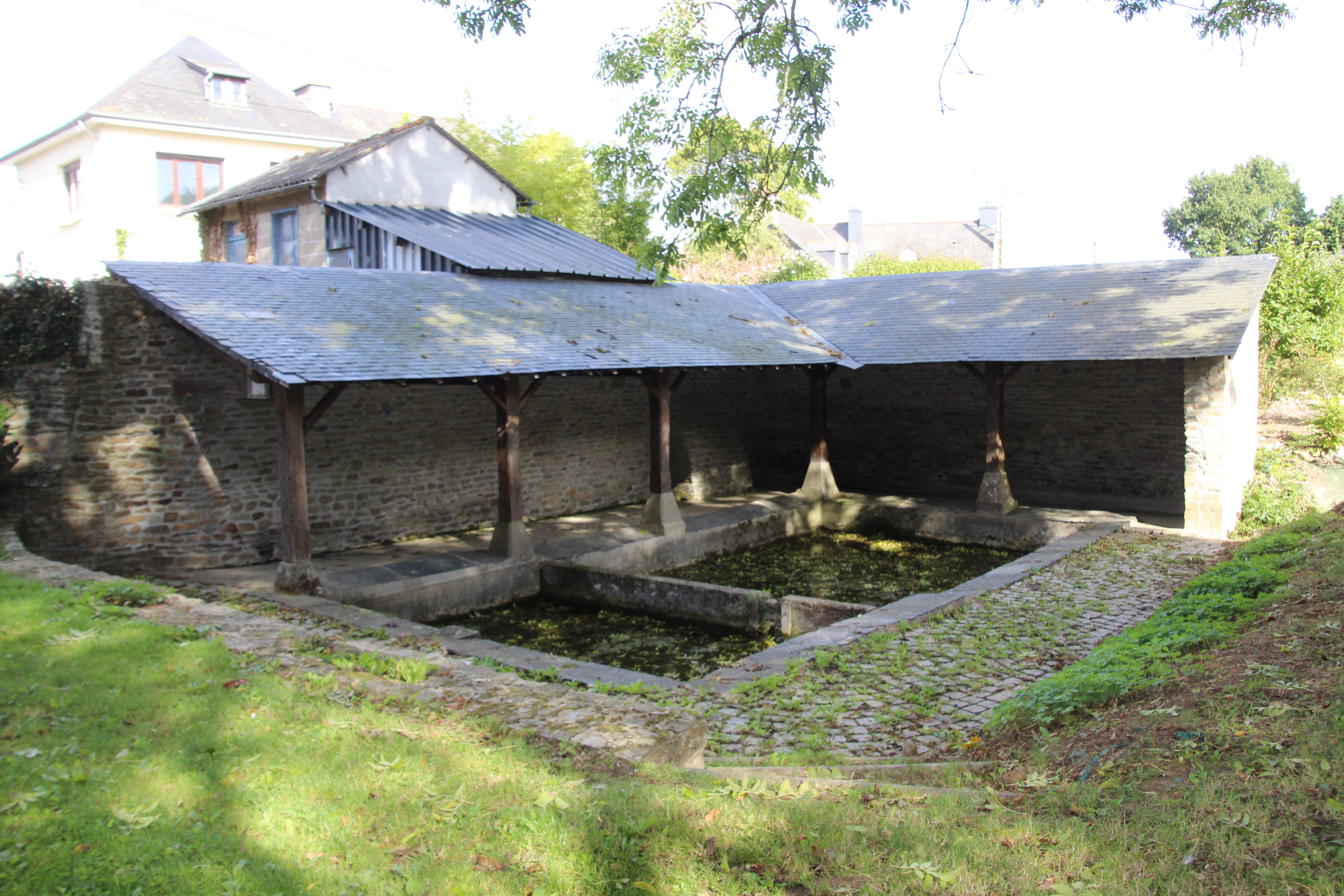
Lavoir de la Douve aux Louais